# Девушка из легенды
«Девушка из легенды» — советский двухсерийный художественный телефильм, выпущенный в 1980 году киностудией «Узбекфильм».

## Сюжет
О судьбе героини Гражданской войны Майны Хасановой.
Майна родилась в Бухаре. Дочь охотника, смелая и озорная девчонка, она привольно живет в доме отца, но после его смерти беднячку по жестоким законам шариата насильно выдают замуж за богатого бая. Гордая и независимая Майна не может мириться с участью наложницы - она выбирает путь к свободе, который приведёт ее к революционерам, вместе с которыми она восстаёт против баев и басмачей - она станет первой узбечкой вступившей в Красную Армию, совершит подвиг, рассказ о котором будут предавать из уст в уста, и будет награждена орденом Боевого Красного Знамени.

## В ролях
- Шоира Турсунбаева — Майна Хасанова
- Хамза Умаров — Абдукарим
- Джавлон Хамраев — Мадъяров
- Юрий Назаров — Иван Шувалов
- Куатбай Абдреимов — Валихан
- Мохаммед Рафиков — Усманбек
- Рустам Тураев — Абдулла
- Назрулла Саибов — Замон
- Рашид Маликов — Абдулвахоб
- Джамал Хашимов — Нигмат
- Хабибулла Каримов — Боитбей
- Яхьё Файзуллаев — Хабиб
- Шариф Кабулов — Кабул
- Бахтиёр Ихтияров — Хаким
- Уктам Лукманова — Фатима
- Фёдор Котельников — Александр Зеленчук
- Хабиб Нариманов — Хасан-охотник, отец Майны
- Закир Мухамеджанов — дядя Майны
- Раззак Хамраев — Мурад-мирза
- Владимир Сошальский — посланец эмира
- Бахтияр Касымов — посыльный Усманбека
- Роман Хомятов — Михаил Фрунзе
- Владимир Прохоров — есаул
- Евгений Красавцев — Ермолаев, казак
- Сагди Табибуллаев — хозяин двора

## О фильме
Второй в истории узбекского кинематографа телевизионный фильм - сериал:

Хочется остановиться на развитии нового для нас вида экранного искусства — телевизионного кино. Кроме эпопеи о судьбе Хамзы Ниязи на «Узбекфильме» создана картина о подвиге узбекской женщины, участницы гражданской войны Майны Хасановой. Этот фильм также вышел на всесоюзный телеэкран, и сегодня мы вправе говорить об успехе такого специфического жанра, как телевизионный многосерийный фильм.— журнал «Звезда Востока», 1981 год